# 真兔鮡
真兔鮡，為輻鰭魚綱鯰形目骨鮡科的其中一種，為熱帶淡水魚類，分布於亞洲印度、尼泊爾、緬甸淡水流域，體長可達13公分，棲息在流動緩慢的溪流底層水域，生活習性不明。